# Griblje
Griblje so večje naselje v Beli krajini. Ležijo med reko Kolpo in cesto Podzemelj - Krasinec - Dragoši - Fučkovci - Dolenjci - Adlešiči - Preloka - Vinica. Naselje sestavljajo zaselki Dolnje Griblje, Brinsko selo, 'Srednje Griblje in Gornje Griblje. Pomembnejša bližnja naselja so: Podzemelj (4 km), Gradac (6 km) in Črnomelj (9 km), Adlešiči (6 km).
Ime Griblje izhaja iz staroslovanske besede gribljati (tj. brazdati, orati). V preteklosti so ime povezovali tudi z besedo groblja, kar pa ne drži. V urbarjih in najstarejšem zemljevidu je ime Grüble in ne Groble.
V vasi stoji cerkev svetega Vida. V starih časih sta bila cerkev in pokopališče tik ob gozdu. Brezov gozd so kmetje po letu 1848 s pomočjo vprežne živine izkrčili. V brezju so kmetje napravili kal oziroma lokev (Goranja lokva), kjer so kopali glino za opeko. V tistih časih so tam pasli tudi živino, kjer pa je bilo zaradi kraškega sveta pomanjkanje vode. V bližini leži kraj Rudna peč, kjer je v plasteh zemlje tudi železova prst.
Mejna reka Kolpa/Kupa je v tisočletjih s poplavljanjem ustvarila rodovitne travnike, t. i. loke. Sled erozije in nanosa se še dandanes pozna. Reka je izdolbla severno pot zaradi svojega podzemeljskega delovanja, saj velik del vode ponika in se spet pojavlja v obliki studencev, ki jih ob reki nahajamo na vsakem koraku. S sedanjo načrtno spremembo slapov na Kolpi v jezove se je začela erozija bregov v drugi obliki. Jezovi onemogočajo naravno migracijo rib v obeh smereh reke. S spremembo slapov v jezove se je začelo spreminjati tudi rastlinstvo na obeh bregovih Kolpe. Povečan obisk kopalcev v poletnem času je povečal onesnaženje reke in njenega okolja.
Griblje z okolico so najbolj suh kraj v Beli krajini, z najmanj padavin na m² na leto.
V Gribljah se je rodil Niko Županič (Zupanič) (1876 – 1961), ustanovitelj Katedre za etnologijo na Filozofski fakulteti v Ljubljani. Ohranil je najstarejše slike vasi in ljudi, ki sta jih naslikala Ivan Vavpotič in Maksim Gaspari.